# Cacodacnus planicollis
Cacodacnus planicollis är en skalbaggsart som först beskrevs av Blackburn 1895.  Cacodacnus planicollis ingår i släktet Cacodacnus och familjen långhorningar. Inga underarter finns listade.